# 赤羽根優子

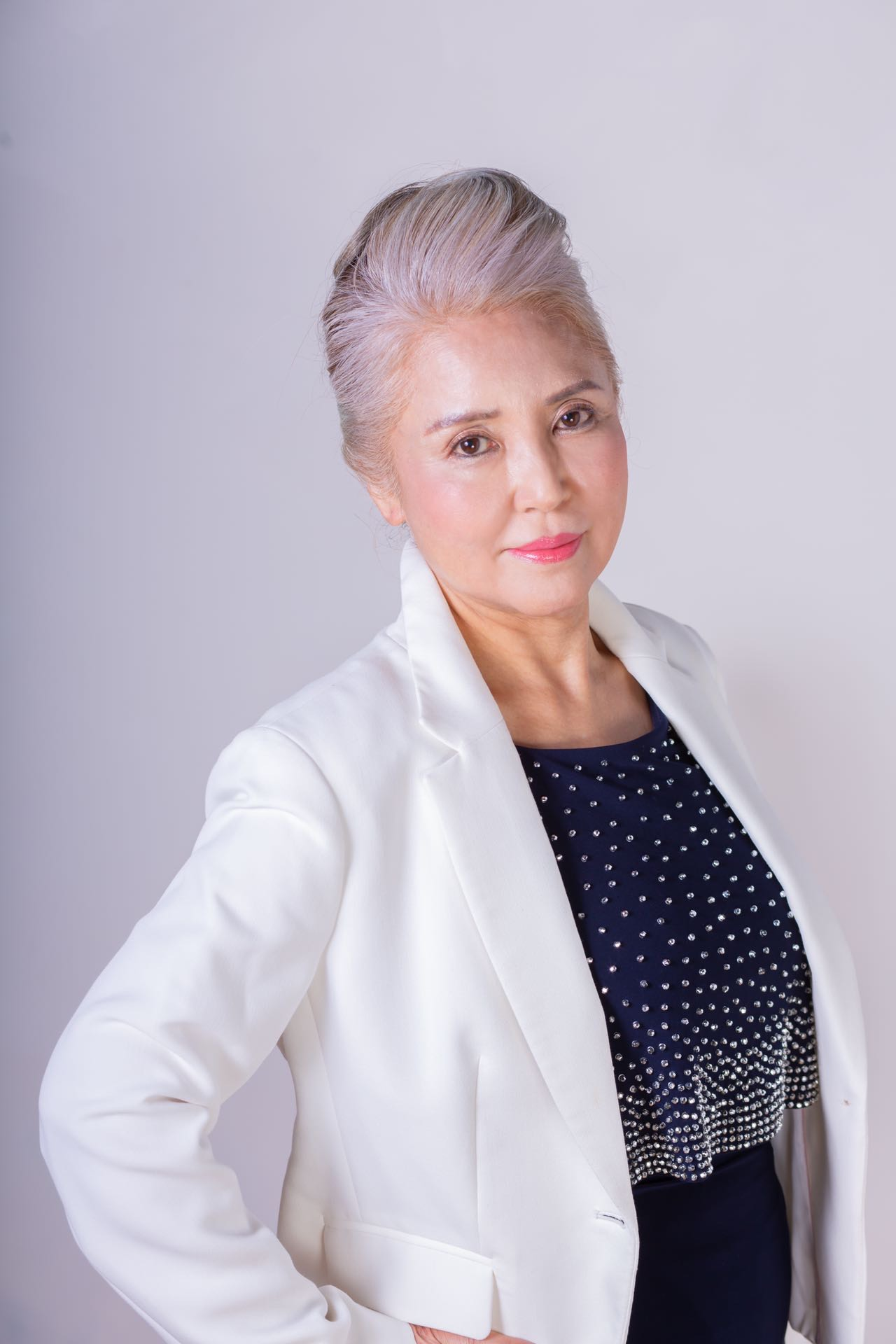

赤羽根 優子（あかばね ゆうこ）は、日本のアートメイク教育者。
BMC CLINIC南青山の理事長を務め、医療アートメイク・パラメディカルピグメンテーション（色素形成）のパイオニアとして、国内外において正しい技術・知識の普及・発展に努めている。
また、数多くの世界大会で特別審査員を務めるなど、世界をまたにかけて活躍する、トップアートメイクアーティストである。
日本におけるアートメイク技術等をより一層発展させたいという想いのもと、欧米の最新アートメイク技術およびメディカルピグメンテーション（やけど・皮膚線条・乳がん・白斑等の修復、及びタトゥー最新除去）を日本に広めた第一人者として、日本全国で様々な活動を続けている。